# Liparis campylostalix
Liparis campylostalix är en orkidéart som beskrevs av Heinrich Gustav Reichenbach. Liparis campylostalix ingår i släktet gulyxnen, och familjen orkidéer. Inga underarter finns listade i Catalogue of Life.